# Juliette Boulet
Juliette Boulet (Namen, 14 januari 1981) is een Belgisch politica van Ecolo.

## Levensloop
Als licentiate in de informatie en de communicatie werkte Boulet van 2004 tot 2005 op de interne en externe communicatiedienst van de Fondation Rurale de Wallonie en was ze van 2005 tot 2007 parlementair assistente van Europees Parlementslid Pierre Jonckheer.
Ze werd voor de partij Ecolo in 2007 verkozen tot lid van de Kamer van volksvertegenwoordigers voor de kieskring Henegouwen, wat ze bleef tot in 2014. Bij de verkiezingen van dat jaar werd ze niet herkozen.
Van 2015 tot 2020 was Boulet campagnemedewerker voor hernieuwbare energie bij Greenpeace. In augustus 2020 keerde ze terug naar de politiek als adjunct-kabinetschef van Céline Tellier, minister in de Waalse regering.